# Ministère de l'Industrie, des Petites et moyennes entreprises et de la Promotion du secteur privé
Pour les autres articles nationaux ou selon les autres juridictions, voir ministère de l’Industrie, des PME.
Le ministère de l’Industrie, des PME  est un ministère guinéen dont le dernier ministre est Tibou Camara.

## Titulaires depuis 2010
| Nom | Nom                    | Dates du mandat | Dates du mandat | Gouvernement(s)              |
| --- | ---------------------- | --------------- | --------------- | ---------------------------- |
|     | Ramatoulaye Bah        | 24/12/2010      | 15/01/ 2014     | Gouvernement Saïd Fofana (1) |
|     | Fatoumata Binta Diallo | 24/01/2014      | 26/12/2015      | Gouvernement Saïd Fofana (2) |
|     | Boubacar Barry         | 26/12/2015      | 17/05/2018      | Gouvernement Youla           |
|     | Tibou Kamara           | 17/05/2018      | 05/09/2021      | Kassory I Kassory II         |

Ministre de l’Industrie, des PME et de la Promotion du Secteur Privé